# Taurydy (strefa)
Taurydy – należą do alpidów Azji Mniejszej. W ich skład wchodzą góry Taurus. Taurydy charakteryzują się najpełniejszym profilem utworów permsko-mezozoicznych wśród wszystkich stref alpidów Azji Mniejszej oraz typową tektoniką alpejską z licznymi płaszczowinami powstałymi w eocenie, nasuniętymi ku południowi. Pod względem strukturalnym taurydy dzielą się na część wschodnią i zachodnią. W taurydach zachodnich podłożem struktur alpejskich są sfałdowane i słabo zmetamorfizowane, grube serie węglanowego kambru i fliszowego ordowiku. W jego obrębie można wyróżnić serię autochtoniczną, zbudowaną z osadów płytkowodnych oraz serię alochtoniczną z osadami głębokomorskimi, z powszechnie występującymi ofiolitami. Taurydy wschodnie, oddzielone strefą rozłamów od części zachodniej, charakteryzują się szerokim rozwojem płytkowodnych osadów autochtonicznych, leżących na zmetamorfizowanym podłożu zbudowanym ze skał górnego paleozoiku. Jednostki płaszczowinowe nasunięte są ku południowi na strefę ofiolitową, ciągnącą się od Maras na zachodzie do jeziora Wan na wschodzie.

## Literatura
- Włodzimierz Mizerski – "Geologia regionalna kontynentów", Warszawa 2004, ISBN 83-01-14339-8